# Euphorbia caducifolia
Euphorbia caducifolia ist eine Pflanzenart aus der Gattung Wolfsmilch (Euphorbia) in der Familie der Wolfsmilchgewächse (Euphorbiaceae).

## Beschreibung
Die sukkulente Euphorbia cactus bildet Sträucher bis 2 Meter Höhe aus, die sich aus der Basis heraus verzweigen. Die etwa stielrunden Triebe stehen ausgebreitet-aufrecht und werden bis 5 Zentimeter dick. Sie sind mit flachen Warzen besetzt, die in spiralförmigen Reihen am Trieb angeordnet sind. Die eiförmigen Blätter sind sehr unterschiedlich und werden bis 9 Zentimeter lang und 4 Zentimeter breit, können aber auch häufig viel kleiner ausfallen. Die Ränder sind entweder glatt oder etwas gekräuselt. Sie sind sitzend und kurzlebig. Die kleinen Dornschildchen sind schwärzlich. Es werden bis 9 Millimeter lange Dornen ausgebildet.
Der Blütenstand besteht aus ein bis drei gemeinsamen und einfachen Cymen, die an starken, bis 5 Millimeter langen Stielen stehen und rötlich gefärbt sind. Die Cyathien erreichen etwa 5 Millimeter im Durchmesser. Die länglichen Nektardrüsen stoßen aneinander. Die deutlich gelappte Frucht ist leuchtend rot gefärbt und wird bis 12 Millimeter groß. Sie enthält die 3 Millimeter großen Samen, die kugelförmig sind und eine glatte Oberfläche besitzen.

## Verbreitung und Systematik
Euphorbia caducifolia ist in Zentral-Indien bis nach Pakistan verbreitet.
Die Erstbeschreibung der Art erfolgte 1914 durch Henry Haselfoot Haines.